# スラチャイ・ジャトゥラパッタラポン
スラチャイ・ジャトゥラパッタラポン（タイ語: สุรชัย จตุรภัทรพงษ์、1969年11月20日 - ）は、タイの元サッカー選手、現サッカー指導者。元タイ代表。現役時代のポジションはミッドフィールダー。

## 来歴

### クラブ
1991年から1997年にかけてタイ・ファーマーズ・バンクFCに所属した。この時期は彼にとって絶頂期にあり、クラブは1993-94シーズンと1994-95シーズンにはAFCチャンピオンズリーグを制覇し、1995シーズンも3位という結果を残した。1998年にはRBAC FCに移籍、2000年末まで在籍した。
21世紀はシンガポール、Sリーグで活躍した。ゴンバク・ユナイテッドFCに2001年に加入したが、2002年にクラブは財政難からリーグを撤退、ホーム・ユナイテッドに移籍した。2004年に年間最優秀選手賞を授与され、2005年まで選手として所属し引退した。2005年2月23日にはタイ王国サッカー協会によって引退試合が開かれ、タイ王国オールスターセレクションとホーム・ユナイテッドとの対戦が行われた。この試合は国際的にテレビで放映され、1200万バーツの経済効果を与えた。

### 代表
彼が初めて代表になったのはU-14代表でのことであった。その後U-16、U-19代表を経てA代表となり、その初出場は選手になった1991年の事であった。その後、2002 タイガーカップの決勝戦が代表での最終試合となった。
代表では東南アジア競技大会で金メダル4つ、銀メダル1つ、そして東南アジアサッカー選手権で3回の優勝を経験した。

## 代表歴

### 得点
| #  | 日附           | 場所                                                         | 対戦相手         | 得点 | 結果 | 大会                     |
| -- | -------------- | ------------------------------------------------------------ | ---------------- | ---- | ---- | ------------------------ |
| 1. | 1995年12月4日  | チェンマイ                                                   | インドネシア     |      | 2-1  | 1995年東南アジア競技大会 |
| 2. | 1995年12月4日  | チェンマイ                                                   | インドネシア     |      | 2-1  | 1995年東南アジア競技大会 |
| 3. | 1996年7月7日   | シンガポール                                                 | ミャンマー       |      | 6-1  | AFCアジアカップ1996      |
| 4. | 1996年7月7日   | シンガポール                                                 | ミャンマー       |      | 6-1  | AFCアジアカップ1996      |
| 5. | 1998年11月21日 | バンコク                                                     | トルクメニスタン |      | 3-3  | 親善試合                 |
| 6. | 1998年12月12日 | バンコク・ラジャマンガラ・スタジアム                         | カタール         | 1-0  | 1-2  | 1998年アジア競技大会     |
| 7. | 1999年7月30日  | バンダル・スリ・ブガワン・ベラカス・スポーツ・コンプレックス | フィリピン       | 4-0  | 9-0  | 1999年東南アジア競技大会 |

## タイトル

### 選手

#### クラブ
タイ・ファーマーズ・バンクFC
- AFCチャンピオンズリーグ: 1994, 1995
- コー・ロイヤルカップ: 1991, 1992, 1993, 1995
- クイーンズカップ: 1994, 1995
- アフロ＝アジア・クラブ選手権: 1994

ホーム・ユナイテッド
- Sリーグ: 2003
- シンガポール・カップ: 2003, 2005

#### 代表
- 東南アジア競技大会: 1993, 1995, 1997, 1999
- 東南アジアサッカー選手権: 1996, 2000, 2002
- アジア競技大会: 1998
- キングスカップ: 1994, 2000

#### 個人
- Sリーグ年間最優秀選手: 2004

### 監督

#### クラブ
バンコク・グラスFC
- タイ・スーパーカップ: 2009
- シンガポール・カップ

準優勝: 2009
- クイーンズカップ: 2010